# 刘志仁 (1964年)
刘志仁（1964年9月—），男，汉族，湖南新邵人，中华人民共和国政治人物，中国共产党党员，第十三届全国人民代表大会湖南地区代表。曾任中共郴州市委书记、中共湘潭市委书记等职务。

## 生平
2007年8月，任湖南省机场管理集团有限公司总经理。2016年12月，任郴州市人民政府市长；2018年2月24日，当选为第十三届全国人大代表，代表湖南省选区，任期5年。2021年3月，升任中共郴州市委书记。
2022年3月1日，转任中共湘潭市委书记，直到2024年8月离职。随即调回长沙市，出任湖南省人大环境资源委员会分党组书记。2024年12月28日，因涉嫌严重违纪违法，接受湖南省纪委监委纪律审查和监察调查。